# Myrmarachne
Myrmarachne este un gen de păianjeni săritori din familia Salticidae. Acești sunt cunoscuți datorită imatației furnicilor.
De obicei, membrii acestui gen sunt numiți păianjeni furnici, deși există mulți alte păianjeni care imită foarte bine furnicile.

## Etimologie
Numele genului provine de la cuvintele grecești myrmex - furnica și arachne - păianjen.

## Descriere
Prosoma este alungită, la fel și chelicerele sunt alungite și îngroșate. Partea posterioară a prosomei este îngustată, având aspect de talie. Uneori îngustarea poate fi pe partea anterioară a opistosomii. Culoarea corpului variază de la negru la galben, în funcție de ce fel de specie imită păianjenul. La o specie din Africa s-a observat că juveniilii imit o specie de furnici, iar adulții alta. 

## Modul de viață
Acești păianjeni se aseamănă la exterior cu furnicile. Țin și mișc prima pereche de picioare la fel cu furnicile mișcă cu antenele sale. Imitarea furnicilor oferă protecție păianjenilor, păsările, viespele, principalii dușmani, nu-i recunosc. Așa ceva prezintă și păianjenii din familia Zodariidae și Corinnidae.

## Răspândire
Păianjenii Myrmarachne sunt răspândiți în principal în regiunile tropicale din Africa, cele două Americi, Australia și Oceania. O specie, Myrmarachne formicaria, se întâlnește și în zonele temperate.  

## Specii
Lista speciilor conform Catalogue of Life:
- Myrmarachne aenescens
- Myrmarachne albocincta
- Myrmarachne albosetosa
- Myrmarachne alticeps
- Myrmarachne andrewi
- Myrmarachne andringitra
- Myrmarachne angusta
- Myrmarachne annamita
- Myrmarachne annandalei
- Myrmarachne assimilis
- Myrmarachne attenuata
- Myrmarachne augusta
- Myrmarachne aureonigra
- Myrmarachne bakeri
- Myrmarachne balinese
- Myrmarachne bamakoi
- Myrmarachne bellicosa
- Myrmarachne bengalensis
- Myrmarachne bicolor
- Myrmarachne bicurvata
- Myrmarachne bidentata
- Myrmarachne biseratensis
- Myrmarachne borneensis
- Myrmarachne brasiliensis
- Myrmarachne brevis
- Myrmarachne calcuttaensis
- Myrmarachne caliraya
- Myrmarachne capito
- Myrmarachne centralis
- Myrmarachne chapmani
- Myrmarachne chickeringi
- Myrmarachne clavigera
- Myrmarachne cognata
- Myrmarachne collarti
- Myrmarachne confusa
- Myrmarachne consobrina
- Myrmarachne constricta
- Myrmarachne contracta
- Myrmarachne cornuta
- Myrmarachne corpuzrarosae
- Myrmarachne cowani
- Myrmarachne cuneata
- Myrmarachne cuprea
- Myrmarachne debilis
- Myrmarachne decorata
- Myrmarachne denticulata
- Myrmarachne diegoensis
- Myrmarachne dilatata
- Myrmarachne dirangicus
- Myrmarachne dubia
- Myrmarachne dundoensis
- Myrmarachne edentata
- Myrmarachne edentula
- Myrmarachne edwardsi
- Myrmarachne eidmanni
- Myrmarachne electrica
- Myrmarachne elongata
- Myrmarachne erythrocephala
- Myrmarachne eugenei
- Myrmarachne eumenes
- Myrmarachne evidens
- Myrmarachne exilisata
- Myrmarachne exultans
- Myrmarachne foenisex
- Myrmarachne foreli
- Myrmarachne formica
- Myrmarachne formicaria
- Myrmarachne formosa
- Myrmarachne formosana
- Myrmarachne formosicola
- Myrmarachne furcata
- Myrmarachne galianoae
- Myrmarachne gedongensis
- Myrmarachne gigantea
- Myrmarachne giltayi
- Myrmarachne gisti
- Myrmarachne glavisi
- Myrmarachne globosa
- Myrmarachne grossa
- Myrmarachne guaranitica
- Myrmarachne hanoii
- Myrmarachne hesperia
- Myrmarachne hidaspis
- Myrmarachne himalayensis
- Myrmarachne hirsutipalpi
- Myrmarachne hispidacoxa
- Myrmarachne hoffmanni
- Myrmarachne ichneumon
- Myrmarachne imbellis
- Myrmarachne incerta
- Myrmarachne inermichelis
- Myrmarachne inflatipalpis
- Myrmarachne insulana
- Myrmarachne iridescens
- Myrmarachne isolata
- Myrmarachne jacksoni
- Myrmarachne jacobsoni
- Myrmarachne japonica
- Myrmarachne jugularis
- Myrmarachne kiboschensis
- Myrmarachne kilifi
- Myrmarachne kitale
- Myrmarachne kochi
- Myrmarachne kuwagata
- Myrmarachne laeta
- Myrmarachne lanyuensis
- Myrmarachne laticorseleta
- Myrmarachne laurentina
- Myrmarachne lawrencei
- Myrmarachne legon
- Myrmarachne leleupi
- Myrmarachne leptognatha
- Myrmarachne lesserti
- Myrmarachne linguiensis
- Myrmarachne longiventris
- Myrmarachne luachimo
- Myrmarachne luctuosa
- Myrmarachne ludhianensis
- Myrmarachne lugens
- Myrmarachne lugubris
- Myrmarachne lulengana
- Myrmarachne lulengensis
- Myrmarachne lupata
- Myrmarachne lurida
- Myrmarachne luteopalpis
- Myrmarachne macleayana
- Myrmarachne macrognatha
- Myrmarachne magna
- Myrmarachne mahasoa
- Myrmarachne malayana
- Myrmarachne mandibularis
- Myrmarachne manducator
- Myrmarachne maratha
- Myrmarachne markaha
- Myrmarachne marshalli
- Myrmarachne maxillosa
- Myrmarachne mcgregori
- Myrmarachne megachelae
- Myrmarachne melanocephala
- Myrmarachne melanotarsa
- Myrmarachne militaris
- Myrmarachne mocamboensis
- Myrmarachne moesta
- Myrmarachne mussungue
- Myrmarachne myrmicaeformis
- Myrmarachne naro
- Myrmarachne natalica
- Myrmarachne nemorensis
- Myrmarachne nigella
- Myrmarachne nigeriensis
- Myrmarachne nigra
- Myrmarachne nitidissima
- Myrmarachne nubilis
- Myrmarachne obscura
- Myrmarachne onceana
- Myrmarachne opaca
- Myrmarachne orientales
- Myrmarachne paivae
- Myrmarachne palladia
- Myrmarachne panamensis
- Myrmarachne parallela
- Myrmarachne patellata
- Myrmarachne paviei
- Myrmarachne peckhami
- Myrmarachne pectorosa
- Myrmarachne penicillata
- Myrmarachne piercei
- Myrmarachne pinakapalea
- Myrmarachne pinoysorum
- Myrmarachne pisarskii
- Myrmarachne plataleoides
- Myrmarachne platypalpus
- Myrmarachne poonaensis
- Myrmarachne prava
- Myrmarachne prognatha
- Myrmarachne providens
- Myrmarachne pumilio
- Myrmarachne pygmaea
- Myrmarachne radiata
- Myrmarachne ramosa
- Myrmarachne ramunni
- Myrmarachne ransoni
- Myrmarachne rhopalota
- Myrmarachne richardsi
- Myrmarachne robusta
- Myrmarachne roeweri
- Myrmarachne rufescens
- Myrmarachne rufisquei
- Myrmarachne russellsmithi
- Myrmarachne sansibarica
- Myrmarachne satarensis
- Myrmarachne schenkeli
- Myrmarachne septemdentata
- Myrmarachne seriatis
- Myrmarachne shelfordi
- Myrmarachne simoni
- Myrmarachne simonis
- Myrmarachne simplexella
- Myrmarachne solitaria
- Myrmarachne sp-australia
- Myrmarachne spissa
- Myrmarachne striatipes
- Myrmarachne sumana
- Myrmarachne tagalica
- Myrmarachne tayabasana
- Myrmarachne thaii
- Myrmarachne topali
- Myrmarachne transversa
- Myrmarachne tristis
- Myrmarachne turriformis
- Myrmarachne uelensis
- Myrmarachne uniseriata
- Myrmarachne uvira
- Myrmarachne vanessae
- Myrmarachne wanlessi
- Myrmarachne vehemens
- Myrmarachne vestita
- Myrmarachne volatilis
- Myrmarachne vulgaris